# Massimiliano del Liechtenstein
Massimiliano del Liechtenstein (noto anche come Massimiliano I; Eisgrub, 6 novembre 1578 – Raab, 23/29 aprile 1643 o 1645) è stato un generale austriaco.
Fu al servizio degli Asburgo come Feldmaresciallo del Sacro Romano Impero. Nel 1623 ottenne il titolo di principe.

## Biografia
Massimiliano era figlio di Hartmann II del Liechtenstein e di sua moglie Anna Maria (1547-1601), figlia del conte Karl di Ortenburg. Suoi fratelli erano Carlo e e Gundacaro del Liechtenstein. A diciannove anni sposò Katharina Schembera von Czernahora und Boskowitz, sorella della moglie di suo fratello Carlo. Dopo la morte del suocero nel gennaio del 1597 entrò in possesso dei vasti possedimenti della famiglia della moglie in Moravia. Dopo la morte del padre nel 1585, già aveva ricevuto una parte dei possedimenti di famiglia nella Bassa Austria. Nel 1606 compartecipò coi suoi fratelli ad un contratto di famiglia col quale si stabiliva che il primogenito della linea più antica della casata dovesse essere universalmente riconosciuto come capo della casata stessa.
Come i suoi fratelli, Massimiliano si convertì dal protestantesimo al cattolicesimo e pertanto nel 1601 l'imperatore Rodolfo II poté nominarlo suo consigliere privato per via dei brillanti successi militari da lui ottenuti. Negli anni precedenti, infatti, Massimiliano aveva guerreggiato contro gli ottomani nell'Assedio di Kanitza. Nel 1604 ottenne una nuova vittoria sugli ottomani, per poi entrare in lotta anche con gli ungheresi e trasferirsi poi in Moravia ove ebbe il permesso di reclutare truppe per difendere i propri possedimenti da possibili invasioni degli ottomani.
Con l'imperatore Mattia, Massimiliano venne nominato Feldzugmeister (comandante dell'artiglieria dell'impero) e si trasferì in Boemia al seguito dell'imperatore. Nel 1612 prese parte nuovamente alla guerra contro Venezia e l'anno successivo accompagnò l'imperatore al Reichstag di Ratisbona, cogliendo l'occasione per prendere parte a dei caroselli in costume medievale come parte dei festeggiamenti.
Allo scoppio della Rivolta boema del 1618, Massimiliano si schierò col re e imperatore Ferdinando II. Nel 1619 offrì 500 corazzieri dei propri al comando del generale Bucquoy per supportare la guerra contro la rivolta degli stati generali, spostandosi poi a difendere la linea del Danubio. Gli venne quindi affidato il governo della città di Krems che difese nel mese di novembre contro le truppe nemiche. Nel 1620 venne nuovamente nominato feldzugmeister e prese parte ai combattimenti in Boemia, tra cui alla Battaglia della Montagna Bianca, dove giocò un ruolo decisivo nella vittoria delle forze imperiali e della Lega Cattolica sull'esercito dei possidenti boemi. Dopo la battaglia si trasferì definitivamente a Praga, venendo poi coinvolto in Moravia in operazioni per la ricerca dei ribelli. Nel 1621 prese parte alla campagna contro i ribelli ungheresi e sostituì il generale Bucquoy dopo la morte di questi, ricoprendo il ruolo di comandante supremo. A causa degli alti costi sostenuti per il mantenimento dell'esercito, venne costretto a ritirarsi a Presburgo, ma dal 1622 era già a combattere in Slesia con la conquista della fortezza di Glatz.
Per i suoi servizi, l'imperatore lo ricompensò con un dono personale di 100.000 fiorini, ricevendo inoltre i beni confiscati a Karl von Kaunitz per ripagare il debito che l'imperatore aveva contratto nei suoi confronti col prestito delle truppe necessarie alla guerra. Nel 1623 combatté nuovamente contro gli ungheresi ed ottenne quindi il comando generale delle truppe imperiali in Boemia, ottenendo anche il titolo di principe. Nel 1624 diresse le operazioni militari per l'espulsione dei ministri di culto non cattolici provenienti dalla Moravia.
Nel 1628 Massimiliano assunse di nuovo per un breve periodo il comando dell'esercito imperiale. Solo nel 1638, ad ogni modo, assunse la carica di Feldmaresciallo ed ebbe il comando della fortezza e della regione ungherese di Raab, dove si dedicò a rafforzare le difese locali.
Dopo la morte di suo fratello Carlo nel 1627, sino al 1632 fu tutore del figlio primogenito di questi, Carlo Eusebio del Liechtenstein e fu il responsabile dell'applicazione delle normative della controriforma nel Liechtenstein e nel ducato di Troppau da poco riconquistato dal generale Wallenstein.
Massimiliano del Liechtenstein e la moglie non ebbero figli, ma nella loro vita si dedicarono a diverse opere meritorie come l'erezione del convento dei paolini a Wranau dove fece realizzare la grande cripta dei principi del Liechtenstein.

## Ascendenza
|                                             |                        |                                         | Genitori                                |  |  | Nonni |  |  | Bisnonni                              |  |  | Trisnonni                            |  |
|                                             |                        |                                         |                                         |  |  |       |  |  | Hartmann I di Liechtenstein-Feldsberg |  |  | Giorgio V di Liechtenstein-Feldsberg |  |
|                                             |                        |                                         |                                         |  |  |       |  |  | Hartmann I di Liechtenstein-Feldsberg |  |  | Giorgio V di Liechtenstein-Feldsberg |  |
|                                             |                        | Agnese di Eckartsau                     |                                         |  |  |       |  |  | Hartmann I di Liechtenstein-Feldsberg |  |  |                                      |  |
| Giorgio Hartmann di Liechtenstein-Feldsberg |                        |                                         |                                         |  |  |       |  |  | Hartmann I di Liechtenstein-Feldsberg |  |  |                                      |  |
|                                             |                        | Giovanna di Mainburg                    | …                                       |  |  |       |  |  |                                       |  |  |                                      |  |
|                                             |                        | Giovanna di Mainburg                    | …                                       |  |  |       |  |  |                                       |  |  |                                      |  |
|                                             |                        | Giovanna di Mainburg                    | …                                       |  |  |       |  |  |                                       |  |  |                                      |  |
| Hartmann II di Liechtenstein-Feldsberg      |                        | Giovanna di Mainburg                    |                                         |  |  |       |  |  |                                       |  |  |                                      |  |
|                                             |                        | Giorgio VI di Liechtenstein-Nickolsburg | Enrico VII di Liechtenstein-Nickolsburg |  |  |       |  |  |                                       |  |  |                                      |  |
|                                             |                        | Giorgio VI di Liechtenstein-Nickolsburg | Enrico VII di Liechtenstein-Nickolsburg |  |  |       |  |  |                                       |  |  |                                      |  |
|                                             |                        | Giorgio VI di Liechtenstein-Nickolsburg | Agnese di Starhemberg                   |  |  |       |  |  |                                       |  |  |                                      |  |
| Susanna di Liechtenstein-Nickolsburg        |                        | Giorgio VI di Liechtenstein-Nickolsburg |                                         |  |  |       |  |  |                                       |  |  |                                      |  |
|                                             |                        | Maddalena di Polheim                    | Wolfgang di Polheim                     |  |  |       |  |  |                                       |  |  |                                      |  |
|                                             |                        | Maddalena di Polheim                    | Wolfgang di Polheim                     |  |  |       |  |  |                                       |  |  |                                      |  |
|                                             |                        | Maddalena di Polheim                    | Giovanna di Borsselen                   |  |  |       |  |  |                                       |  |  |                                      |  |
| Massimiliano del Liechtenstein              |                        | Maddalena di Polheim                    |                                         |  |  |       |  |  |                                       |  |  |                                      |  |
|                                             | Ulrico II di Ortenburg | Sebastiano I di Ortenburg               |                                         |  |  |       |  |  |                                       |  |  |                                      |  |
|                                             | Ulrico II di Ortenburg | Sebastiano I di Ortenburg               |                                         |  |  |       |  |  |                                       |  |  |                                      |  |
|                                             | Ulrico II di Ortenburg | Maria di Rohrbach                       |                                         |  |  |       |  |  |                                       |  |  |                                      |  |
| Carlo di Ortenburg                          | Ulrico II di Ortenburg |                                         |                                         |  |  |       |  |  |                                       |  |  |                                      |  |
|                                             |                        | Veronica di Aichberg                    | Anselmo di Aichberg                     |  |  |       |  |  |                                       |  |  |                                      |  |
|                                             |                        | Veronica di Aichberg                    | Anselmo di Aichberg                     |  |  |       |  |  |                                       |  |  |                                      |  |
|                                             |                        | Veronica di Aichberg                    | Siguna von Kreygh                       |  |  |       |  |  |                                       |  |  |                                      |  |
| Anna di Ortenburg                           |                        | Veronica di Aichberg                    |                                         |  |  |       |  |  |                                       |  |  |                                      |  |
|                                             |                        | Leonardo II di Frauenberg zum Haag      | Sigismondo di Frauenberg zum Haag       |  |  |       |  |  |                                       |  |  |                                      |  |
|                                             |                        | Leonardo II di Frauenberg zum Haag      | Sigismondo di Frauenberg zum Haag       |  |  |       |  |  |                                       |  |  |                                      |  |
|                                             |                        | Leonardo II di Frauenberg zum Haag      | Margherita di Aichberg                  |  |  |       |  |  |                                       |  |  |                                      |  |
| Maximiliana von Frauenberg zum Haag         |                        | Leonardo II di Frauenberg zum Haag      |                                         |  |  |       |  |  |                                       |  |  |                                      |  |
|                                             |                        | Amalia di Leuchtenberg                  | Federico IV di Leuchtenberg             |  |  |       |  |  |                                       |  |  |                                      |  |
|                                             |                        | Amalia di Leuchtenberg                  | Federico IV di Leuchtenberg             |  |  |       |  |  |                                       |  |  |                                      |  |
|                                             |                        | Amalia di Leuchtenberg                  | Dorotea von Rieneck-Grünsfeld und Lauda |  |  |       |  |  |                                       |  |  |                                      |  |
|                                             |                        | Amalia di Leuchtenberg                  |                                         |  |  |       |  |  |                                       |  |  |                                      |  |